# Tiến động điểm nút

Sơ đồ biểu diễn các tham số quỹ đạo chính. Tiến động điểm nút tương ứng với sự biến thiên theo thời gian của kinh độ của điểm nút lên Ω, dẫn đến sự quay của điểm nút lên ☊.

Tiến động điểm nút là sự tiến động của mặt phẳng quỹ đạo của một vệ tinh quanh trục tự quay của một thiên thể, chẳng hạn Trái Đất. Sự tiến động này là do hình dạng không hoàn toàn cầu của thiên thể tự quay, gây ra trường hấp dẫn không đều. Đối với các vệ tinh nhân tạo trên quỹ đạo Trái Đất tầm thấp, nó không có ảnh hưởng đo được lên chuyển động của Trái Đất. Tiến động điểm nút của các vệ tinh tự nhiên khối lượng rất lớn hơn như Mặt Trăng là phức tạp hơn.
Quanh một thiên thể hình cầu, một mặt phẳng quỹ đạo sẽ cố định trong không gian quanh thiên thể trung tâm hấp dẫn. Tuy nhiên, phần lớn thiên thể cũng tự quay, gây ra sự phình xích đạo do lực ly tâm. Sự phình này gây ra ảnh hưởng hấp dẫn khiến cho các quỹ đạo tiến động quanh trục quay của thiên thể trung tâm.
Đối với quỹ đạo thuận điển hình quanh Trái Đất (tức là chiều quỹ đạo cùng chiều tự quay của thiên thể trung tâm), kinh độ của điểm nút lên giảm xuống, tức là điểm nút tiến động về phía tây. Nếu quỹ đạo là nghịch (tức là ngược chiều với chiều tự quay của thiên thể trung tâm) thì sẽ tăng kinh độ của điểm nút lên, tức là điểm nút tiến động về phía đông. Tiến động điểm nút cho phép các quỹ đạo đồng bộ Mặt Trời giữ nguyên một góc gần không đổi so với Mặt Trời.

## Mô tả

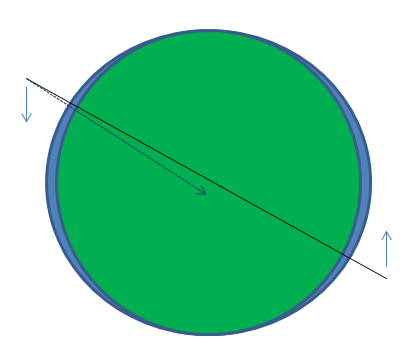
Phình xích đạo gây mômen tác dụng lên quỹ đạo vệ tinh, dẫn đến tiến động điểm nút

Một thiên thể không quay cỡ hành tinh hoặc lớn hơn sẽ bị kéo bởi lực hấp dẫn và trở nên dạng hình cầu. Tuy nhiên, hầu hết tất cả các thiên thể đều quay. Lực ly tâm gây ra biến dạng thiên thể sao cho nó có phình xích đạo. Do sự phình của thiên thể trung tâm, lực hấp dẫn tác dụng lên một vệ tinh không hướng tới tâm của thiên thể trung tâm, mà bị lệch về phía xích đạo của nó. Vệ tinh nằm trên bán cầu nào của thiên thể trung tâm, nó luôn được ưu tiên kéo nhẹ về phía xích đạo của thiên thể. Điều này tạo ra một mômen lực lên vệ tinh. Mômen này không khiến cho độ nghiêng quỹ đạo bị giảm; thay vào đó nó gây ra một sự tiến động hồi chuyển bởi mômen lực, điều này khiến cho các điểm nút quỹ đạo dịch chuyển theo thời gian.